# Afeez Aremu
Afeez Olalekan Aremu (Ibadan, 3 ottobre 1999) è un calciatore nigeriano, centrocampista del Kaiserslautern.

## Carriera

### Club
Aremu ha giocato con la maglia delle Sunshine Stars, per vestire successivamente quelle di Rivers United e Akwa United.
Il 6 dicembre 2017, i ghanesi dell'Inter Allies hanno reso noto l'ingaggio di Aremu.
Il 19 gennaio 2018 è stato reso noto il suo trasferimento ai norvegesi dello Start, a cui si è legato con un contratto triennale. L'11 marzo successivo ha esordito in Eliteserien, trovando anche una rete nel 4-1 inflitto al Tromsø.
Il 24 agosto 2020 ha firmato un contratto triennale con i tedeschi del St. Pauli.

## Statistiche

### Presenze e reti nei club
Statistiche aggiornate al 24 agosto 2020.
| Stagione              | Club                  | Campionato            | Campionato | Campionato | Coppe nazionali | Coppe nazionali | Coppe nazionali | Coppe continentali | Coppe continentali | Coppe continentali | Supercoppe | Supercoppe | Supercoppe | Totale | Totale |
| Stagione              | Club                  | Comp                  | Pres       | Reti       | Comp            | Pres            | Reti            | Comp               | Pres               | Reti               | Comp       | Pres       | Reti       | Pres   | Reti   |
| --------------------- | --------------------- | --------------------- | ---------- | ---------- | --------------- | --------------- | --------------- | ------------------ | ------------------ | ------------------ | ---------- | ---------- | ---------- | ------ | ------ |
| 2015                  | Sunshine Stars        | PL                    | ?          | ?          | CN              | ?               | ?               | -                  | -                  | -                  | -          | -          | -          | ?      | ?      |
| 2016                  | Sunshine Stars        | PL                    | ?          | ?          | CN              | ?               | ?               | -                  | -                  | -                  | -          | -          | -          | ?      | ?      |
| Totale Sunshine Stars | Totale Sunshine Stars | Totale Sunshine Stars | ?          | ?          |                 | ?               | ?               |                    | -                  | -                  |            | -          | -          | ?      | ?      |
| 2016                  | Rivers United         | PL                    | ?          | ?          | CN              | ?               | ?               | -                  | -                  | -                  | -          | -          | -          | ?      | ?      |
| 2017                  | Akwa United           | PL                    | ?          | ?          | CN              | ?               | ?               | -                  | -                  | -                  | -          | -          | -          | ?      | ?      |
| 2018                  | Start                 | ES                    | 26         | 3          | CN              | 4               | 1               | -                  | -                  | -                  | -          | -          | -          | 30     | 4      |
| 2019                  | Start                 | 1D                    | 25+3       | 1+0        | CN              | 1               | 0               | -                  | -                  | -                  | -          | -          | -          | 29     | 1      |
| gen.-ago. 2020        | Start                 | ES                    | 4          | 0          | CN              | 0               | 0               | -                  | -                  | -                  | -          | -          | -          | 4      | 0      |
| Totale Start          | Totale Start          | Totale Start          | 55+3       | 4+0        |                 | 5               | 1               |                    | -                  | -                  |            | -          | -          | 63     | 5      |
| 2020-2021             | St. Pauli             | 2L                    | 0          | 0          | CG              | 0               | 0               | -                  | -                  | -                  | -          | -          | -          | 0      | 0      |
| Totale                | Totale                | Totale                | ?          | ?          |                 | ?               | ?               |                    | -                  | -                  |            | -          | -          | ?      | ?      |